# Jive Into the Night ~Yaban na Yoru ni~
 (mars 2012).
Si vous disposez d'ouvrages ou d'articles de référence ou si vous connaissez des sites web de qualité traitant du thème abordé ici, merci de compléter l'article en donnant les références utiles à sa vérifiabilité et en les liant à la section « Notes et références ».
Singles de Wink
Watashitachi Rashii Rule
(1995) Angel Love Story
(1995)
Jive Into the Night ~Yaban na Yoru ni~ (Hyper Euro Mix) (JIVE INTO THE NIGHT ~野蛮な夜に~ [HYPER EURO MIX]) est le 24e single du duo japonais Wink.

## Présentation
Le single sort le 25 juin 1995 au Japon sous le label Polystar, quatre mois seulement après le précédent single du groupe, Watashitachi Rashii Rule. Il atteint la 92e place du classement de l'Oricon, et reste classé pendant deux semaines ; il ne se vend qu'à 6 000 exemplaires pendant cette période, la plus faible vente d'un disque du groupe.
Les deux titres du single figureront sur l'album Flyin' High qui sort dix jours plus tard.
La chanson-titre est une reprise de la chanson Jive Into The Night du groupe Green Olives sortie en single en 1988. Bien que portant la mention Hyper Euro Mix pour profiter de la mode de la musique eurobeat, il s'agit bien de la version originale de la chanson, et non d'un remix. Une version remixée (House Mix) figurera aussi sur l'album, en plus de la version originale.
La chanson-titre figurera aussi sur les compilations Reminiscence de fin d'année et Wink Memories 1988-1996 de 1996, et sera aussi remixée sur les albums Remixes de 1995 et Jam the Wink de 1996.

## Liste des titres
| 1. | Jive Into the Night ~Yaban na Yoru ni~ (Hyper Euro Mix) (~野蛮な夜に~) | Neko Oikawa (jp), S. Portaluri, D. Sion, F. Zafret |  |
| 2. | Atteru (あってる)                                                      | Kanata Asamizu / Masahito Nakano                   |  |
| 3. | Jive Into the Night ~Yaban na Yoru ni~ (...) (Original Karaoke)        | S. Portaluri, D. Sion, F. Zafret                   |  |
| 4. | Atteru (Original Karaoke) (...オリジナル・カラオケ)                    | instrumental / Masahito Nakano                     |  |